# Tanaostigmodes basilaris
Tanaostigmodes basilaris är en stekelart som beskrevs av Lasalle 1987. Tanaostigmodes basilaris ingår i släktet Tanaostigmodes och familjen Tanaostigmatidae.
Artens utbredningsområde är Panama. Inga underarter finns listade i Catalogue of Life.